# Soungalo Coulibaly
Pour les articles homonymes, voir Coulibaly.
Soungalo Coulibaly (1955-2004) est un maître des percussions malien.

## Biographie
Soungalo Coulibaly est élevé dans la tradition bambara. Son père est le chef du village de Béléko (à environ une centaine de kilomètres de Ségou, dans la région de Baninko, dans le sud Mali). Comme la plupart des joueurs de tambour traditionnels, il a acquis sa première expérience musicale à un très jeune âge en accompagnant les travaux des champs et en jouant dans des fêtes de village sur le bara , le sabani.
Il quitte Béléko pour Fana, puis pour la Côte d'Ivoire, et réalise sa formation au djembé, en saisissant toutes les occasions d'accompagner les djembefolas. Quand il s'installe à Bouaké (Côte d'Ivoire) au milieu des années 1970, il se fait très rapidement un nom grâce à sa musicalité remarquable et à sa capacité à s'adapter à toutes sortes de styles différents.
Ce sont ces mêmes qualités qui lui permettent de se faire connaître en Europe, où il présente régulièrement des concerts avec son groupe. Ses trois albums précédents sont considérés comme des références par ses pairs. Soungalo est décédé le 9 mars 2004, d'un cancer.

## Discographie
- 1989 - Naya! (Cassette, n'est plus commercialisé) [2]
- 1994 - Laïla Ilala [3]
- 1995 - Dengo [4]
- 2000 - Sankan Wulila [5]
- 2002 - L'art du djembe [6]
- 2004 - Live [7]

## Films
- 2001 - Mögöbalu
- 2004 - Soungalo Coulibaly Live